# IFAF CEI Interleague
La IFAF CEI Interleague è stata una competizione internazionale di football americano per squadre di club giocata dal 2011 al 2014, istituita dalla federazione internazionale in sostituzione della EFAF Challenge Cup.

## Team partecipanti
In grassetto i team che partecipano alla stagione in corso (o all'ultima stagione).
| Team                  | Numero Partecipazioni | Miglior piazzamento Stagione regolare | Titoli vinti |
| --------------------- | --------------------- | ------------------------------------- | ------------ |
| Belgrade Blue Dragons | 1                     | 3° 2011                               | 0            |
| Bratislava Monarchs   | 2                     | 2° 2012 2013                          | 1            |
| Budapest Cowboys      | 3                     | 2° 2014                               | 0            |
| Budapest Hurricanes   | 1                     | 3° 2013                               | 0            |
| Győr Sharks           | 2                     | 1° 2011                               | 1            |
| Klek Knights          | 1                     | 5° 2011                               | 0            |
| Nyíregyháza Tigers    | 1                     | 1° 2012                               | 1            |
| Pančevo Panthers      | 2                     | 1° 2014                               | 1            |
| Sankt Pölten Invaders | 1                     | 6° 2011                               | 0            |
| Topoľčany Kings       | 1                     | 1° 2013                               | 0            |
| Újbuda Rebels         | 1                     | 4° 2013                               | 0            |

## Finali disputate
| Anno | Squadra Vincitrice  | Squadra perdente    | Punteggio  |
| ---- | ------------------- | ------------------- | ---------- |
| 2011 | Győr Sharks         | Pančevo Panthers    | 27-21 o.t. |
| 2012 | Nyíregyháza Tigers  | Bratislava Monarchs | 25-20      |
| 2013 | Bratislava Monarchs | Topoľčany Kings     | 21-17      |
| 2014 | Pančevo Panthers    | Budapest Cowboys    | 41-28      |